# Lista de aeroportos de Santa Catarina
Esta é uma lista de aeroportos do Estado de Santa Catarina, em ordem alfabética do município em que se situa, constando o nome oficial do aeroporto, os códigos IATA e ICAO, o município onde o aeródromo está situado e o ente responsável pela administração do terminal:
|                                                                       | IATA | ICAO | Município            | Administração   |
| --------------------------------------------------------------------- | ---- | ---- | -------------------- | --------------- |
| Aeroporto Regional de Blumenau - Quero-Quero                          | BNU  | SSBL | Blumenau             | Municipal       |
| Aeroporto de Caçador - Doutor Carlos Alberto da Costa Neves           | CFC  | SBCD | Caçador              | SETO            |
| Aeroporto de Chapecó - Serafin Enoss Bertaso                          | XAP  | SBCH | Chapecó              | Municipal       |
| Aeroporto Regional do Planalto Serrano                                | -    | -    | Correia Pinto        | Infraero        |
| Aeroporto Municipal de Concórdia - Olavo Cecco Rigon                  | CCI  | SSCK | Concórdia            | Municipal       |
| Aeroporto de Curitibanos - Lauro Antônio da Costa                     | -    | SSKU | Curitibanos          | Municipal       |
| Aeroporto de Dionísio Cerqueira                                       | -    | SSDC | Dionísio Cerqueira   | Municipal       |
| Aeroporto Internacional de Florianópolis - Hercílio Luz               | FLN  | SBFL | Florianópolis        | Floripa Airport |
| Aeroporto de Forquilhinha/Criciúma - Diomício Freitas                 | CCM  | SBCM | Forquilhinha         | RDL Aeroportos  |
| Aeroporto de Itapiranga                                               | -    | SSYT | Itapiranga           | Municipal       |
| Aeroporto Regional Sul - Humberto Guizzo Bortoluzzi                   | JJG  | SBJG | Jaguaruna            | RDL Aeroportos  |
| Aeroporto de Joaçaba - Santa Terezinha                                | JCB  | SSJA | Joaçaba              | Municipal       |
| Aeroporto de Joinville - Lauro Carneiro de Loyola                     | JOI  | SBJV | Joinville            | CCR Aeroportos  |
| Aeroporto Regional Federal de Lages - Antonio Correia Pinto de Macedo | LAJ  | SBLJ | Lages                | Infracea        |
| Aeroporto Regional de Laguna - Anita Garibaldi                        | -    | SSLA | Laguna               | Municipal       |
| Aeroporto de Lontras - Helmuth Baungartem                             | LOI  | SSLN | Lontras              | Municipal       |
| Aeroporto de Mafra - Hugo Werner                                      | -    | SSMF | Mafra                | Municipal       |
| Aeroporto Internacional de Navegantes - Ministro Victor Konder        | NVT  | SBNF | Navegantes           | CCR Aeroportos  |
| Aerodrômo de São Francisco do Sul                                     | -    | SSSS | São Francisco do Sul | Municipal       |
| Aeroporto de São Joaquim - Ismael Nunes                               | -    | SSSQ | São Joaquim          | Municipal       |
| Aeroporto de São Miguel do Oeste - Hélio Wasum                        | SQX  | SSOE | São Miguel do Oeste  | Municipal       |
| Aeroporto de Três Barras                                              | -    | SSTB | Três Barras          | Municipal       |
| Aeroporto Municipal de Videira - Ângelo Ponzoni                       | VIA  | SSVI | Videira              | Municipal       |
| Aeroporto de Xanxerê - João Winckler                                  | AXE  | SSXX | Xanxerê              | Municipal       |